# Kuikkalansaari
Kuikkalansaari är en ö i Finland. Den ligger i sjön Kuusjärvi och i kommunen Ylöjärvi i den ekonomiska regionen Tammerfors och landskapet Birkaland, i den södra delen av landet, 190 km norr om huvudstaden Helsingfors. Öns area är 1,4 hektar och dess största längd är 230 meter i nord-sydlig riktning.